# Eleição presidencial da União Democrata-Cristã da Alemanha em 2018
A eleição presidencial da União Democrata-Cristã da Alemanha em 2018 foi realizada durante o 31º Congresso do partido na cidade de Hamburgo, nos dias 7 e 8 de dezembro, após a decisão de Angela Merkel, em outubro de 2018, de deixar a presidência do partido. O mal desempenho do partido nas eleições estaduais de Hessen e os constantes números baixos nas pesquisas são considerado os principais motivos pela decisão de Merkel.
Na seguinte reunião executiva do partido, em 29 de outubro, tanto a secretária-geral do partido, Annegret Kramp-Karrenbauer, quanto o atual ministro da saúde, Jens Spahn, anunciaram a sua candidatura. Em seguida, o oponente interno de Merkel, Friedrich Merz, anunciou seu desejo de presidir o partido, em 30 de outubro de 2018.

## Pesquisas de opinião
| Data        | Fonte                    | Günther | Klöckner | Kramp-Karrenbauer | Laschet | von der Leyen | Merz | Spahn | Outros |
| ----------- | ------------------------ | ------- | -------- | ----------------- | ------- | ------------- | ---- | ----- | ------ |
| 30 Nov 2018 | Infratest dimap          | —       | —        | 39                | —       | —             | 26   | 9     | 26     |
| 23 Nov 2018 | FGW                      | —       | —        | 30                | —       | —             | 24   | 6     | 40     |
| 17 Nov 2018 | Emnid                    | —       | —        | 30                | —       | —             | 31   | 12    | 27     |
| 15 Nov 2018 | Infratest dimap          | —       | —        | 43                | —       | —             | 32   | 10    | 15     |
| 11 Nov 2018 | Emnid                    | —       | —        | 32                | —       | —             | 30   | 9     | 29     |
| 9 Nov 2018  | FGW                      | —       | —        | 31                | —       | —             | 25   | 6     | 38     |
| 4 Nov 2018  | Emnid                    | —       | —        | 27                | —       | —             | 38   | 13    | 22     |
| 1 Nov 2018  | YouGov                   | —       | —        | 17                | —       | —             | 23   | 7     | 53     |
| 30 Out 2018 | Civey                    | 6.4     | 2.4      | 19.2              | 6.2     | 2.1           | 33.7 | 6.2   | 23.8   |
| 30 Out 2018 | YouGov                   | —       | —        | 18                | 6       | —             | 21   | 6     | 49     |
| 30 Out 2018 | Forsa (Múltipla escolha) | —       | —        | 46                | 28      | —             | 45   | 22    |        |

Entre os delegados
| Data       | Fonte | Kramp-Karrenbauer | Merz | Spahn | Outros                           |
| ---------- | ----- | ----------------- | ---- | ----- | -------------------------------- |
| 1 Dez 2018 | BILD  | 96                | 144  | 29    | 732 (42 either Kramp-K. or Merz) |

Apenas votantes da União/CDU
| Data        | Fonte                   | Kramp-Karrenbauer | Laschet | Merz | Spahn | Outros |
| ----------- | ----------------------- | ----------------- | ------- | ---- | ----- | ------ |
| 30 Nov 2018 | Infratest dimap         | 48                | —       | 35   | 2     | 15     |
| 23 Nov 2018 | FGW                     | 38                | —       | 29   | 6     | 27     |
| 17 Nov 2018 | Emnid                   | 32                | —       | 49   | 7     | 12     |
| 15 Nov 2018 | Infratest dimap         | 46                | —       | 31   | 12    | 11     |
| 9 Nov 2018  | FGW                     | 35                | —       | 33   | 7     | 25     |
| 4 Nov 2018  | Emnid                   | 39                | —       | 44   | 9     | 8      |
| 30 Out 2018 | Forsa (Multiple choice) | 62                | 36      | 53   | 29    |        |